# ProDVX Europe BV
ProDVX Europe BV is een Nederlandse producent, ontwikkelaar en verkoper van interactieve displays, touchscreen monitoren en aanverwante accessoires voor digitale communicatie. Het bedrijf is opgericht in 2004 als merk binnen het bedrijf Digit. In 2011 ging het verder als onafhankelijk bedrijf. Het hoofdkantoor is gevestigd in ’s-Hertogenbosch. Daarnaast heeft het een magazijn in Rijen en een kantoor in Taiwan.
In 2016 ging het bedrijf een samenwerking aan met distributeur Epatra voor de verkoop van zijn producten in België en Zweden.

## Prijzen
In 2019 won ProDVX de Bronzen Stevie Award voor Innovation of the Year – Business Products Industries. Ook ontving ProDVX in 2019 een Design & Innovation Award bij COMPUTEX 2019.